# Etiopia ai XXI Giochi olimpici invernali
L'Etiopia ha partecipato ai XXI Giochi olimpici invernali di Vancouver, che si sono svolti dal 12 al 28 febbraio 2010, con una delegazione di un solo atleta, Robel Teklemariam. È stata la seconda partecipazione in assoluto per la nazione africana ad un'Olimpiade Invernale dopo quella di Torino 2006, dove era stata rappresentata dallo stesso atleta.

## Sci di fondo
| Gara                   | Atleta            | Tempo d'arrivo | Posizione |
| ---------------------- | ----------------- | -------------- | --------- |
| 15 km a tecnica libera | Robel Teklemariam | 45'18"9        | 93        |